# Volleybalvereniging Lycurgus 2017-2018
Questa voce raccoglie le informazioni riguardanti il Volleybalvereniging Lycurgus nelle competizioni ufficiali della stagione 2017-2018.

## Organigramma societario
Area direttiva
- Presidente: Paul van der Wijk

Area tecnica
- Allenatore: Arjan Taaij

## Rosa
| N° | Nome             | Ruolo | Data di nascita  | Nazionalità sportiva |
| -- | ---------------- | ----- | ---------------- | -------------------- |
| 1  | Sam Gortzak      | P     | 15 marzo 1995    | Paesi Bassi          |
| 2  | Wytze Kooistra   | O     | 3 giugno 1982    | Paesi Bassi          |
| 4  | Hossein Ghanbari | C     | 19 agosto 1990   | Paesi Bassi          |
| 5  | Auke van de Kamp | S     | 31 luglio 1995   | Paesi Bassi          |
| 6  | Trifon Lapkov    | S     | 1º febbraio 1996 | Bulgaria             |
| 7  | Frits van Gestel | P     | 8 dicembre 1992  | Paesi Bassi          |
| 9  | Stijn van Schie  | O     | 19 febbraio 1995 | Paesi Bassi          |
| 10 | Daan Nijeboer    | L     | 7 marzo 2000     | Paesi Bassi          |
| 11 | Sander Scheper   | C     | 14 dicembre 1995 | Paesi Bassi          |
| 12 | Pascal Hoogstra  | S     | 4 luglio 1997    | Paesi Bassi          |
| 15 | Erik Mattson     | L     | 18 dicembre 1990 | Canada               |
| 16 | Carlos Mora      | P     | 19 marzo 1990    | Spagna               |
| 17 | Niels de Vries   | C     | 4 luglio 1996    | Paesi Bassi          |
| 18 | Dennis Borst     | C     | 1º febbraio 1992 | Paesi Bassi          |

## Statistiche

### Statistiche dei giocatori
| Giocatore      | Chamapions League | Chamapions League | Chamapions League | Chamapions League | Chamapions League | Coppa CEV | Coppa CEV | Coppa CEV | Coppa CEV | Coppa CEV |
| Giocatore      | P                 | PT                | AV                | MV                | BV                | P         | PT        | AV        | MV        | BV        |
| -------------- | ----------------- | ----------------- | ----------------- | ----------------- | ----------------- | --------- | --------- | --------- | --------- | --------- |
| D. Borst       | 3                 | 6                 | 5                 | 1                 | 0                 | 1         | 3         | 3         | 0         | 0         |
| N. de Vries    | 4                 | 30                | 16                | 14                | 0                 | 2         | 14        | 8         | 6         | 0         |
| H. Ghanbari    | 2                 | 10                | 5                 | 3                 | 2                 | 0         | 0         | 0         | 0         | 0         |
| S. Gortzak     | 3                 | 1                 | 0                 | 1                 | 0                 | 2         | 0         | 0         | 0         | 0         |
| P. Hoogstra    | 1                 | 0                 | 0                 | 0                 | 0                 | 1         | 0         | 0         | 0         | 0         |
| W. Kooistra    | 4                 | 31                | 25                | 4                 | 2                 | 2         | 31        | 29        | 2         | 0         |
| T. Lapkov      | 3                 | 11                | 9                 | 2                 | 0                 | 2         | 23        | 18        | 4         | 1         |
| E. Mattson     | 4                 | 0                 | 0                 | 0                 | 0                 | 2         | 0         | 0         | 0         | 0         |
| C. Mora        | 4                 | 14                | 5                 | 4                 | 5                 | 2         | 7         | 3         | 2         | 2         |
| D. Nijeboer    | 1                 | 0                 | 0                 | 0                 | 0                 | 0         | 0         | 0         | 0         | 0         |
| S. Scheper     | 3                 | 7                 | 6                 | 0                 | 1                 | 1         | 8         | 7         | 0         | 1         |
| A. van de Kamp | 4                 | 31                | 26                | 3                 | 2                 | 1         | 4         | 3         | 1         | 0         |
| F. van Gestel  | 4                 | 20                | 18                | 1                 | 1                 | 2         | 3         | 3         | 0         | 0         |
| S. van Schie   | 4                 | 67                | 49                | 12                | 6                 | 2         | 25        | 21        | 4         | 0         |

P = presenze; PT = punti totali; AV = attacchi vincenti; MV = muri vincenti; BV = battute vincenti

NB: Non sono disponibili i dati relativi alla Eredivisie, alla Coppa dei Paesi Bassi e alla Supercoppa olandese